# Djam Karet
Djam Karet è un gruppo statunitense di rock progressivo nato in California. La band fu formata nel 1984 dai chitarristi Gayle Ellett e Mike Henderson, dal bassista Henry J. Osborne e dal batterista Chuck Oken, Jr., che compongono ancora oggi il gruppo. Il nome della band è una parola indonesiana (si dovrebbe pronunciare 'jam care-RAY) che dovrebbe significare "elastic time", tempo elastico.

## Componenti
- Gayle Ellett: chitarra, tastiere
- Mike Henderson: chitarra
- Henry J. Osborne: basso
- Aaron Kenyon: basso
- Chuck Oken, Jr.: batteria

## Discografia
- No Commercial Potential - 1985
- The Ritual Continues - 1987
- Kafka's Breakfast - 1988
- Reflections From The Firepool - 1989
- Suspension & Displacement - 1991
- Burning The Hard City - 1991
- The Ritual Continues - 1993
- Collaborator - 1994
- The Devouring - 1997
- Still No Commercial Potential - 1998
- Live At Orion - 1998
- Ascension - 2001
- New Dark Age - 2001
- A Night for Baku - 2003
- Live At NEARfest 2001 - 2004
- Recollection Harvest - 2005